# Puerto Rico Open 1995
Puerto Rico Open 1995 — жіночий тенісний турнір, що проходив на відкритих кортах з твердим покриттям San Juan Central Park у Сан-Хуані (Пуерто-Рико). Належав до турнірів 3-ї категорії в рамках Туру WTA 1995. Відбувсь удванадцяте і тривав з 27 лютого до 5 березня 1995 року. Несіяна Йоаннетта Крюгер здобула титул в одиночному розряді.

## Фінальна частина

### Одиночний розряд
Йоаннетта Крюгер —  Наґацука Кьоко 7–6, 6–3
- Для Крюгер це був єдиний титул за сезон і 1-й — за кар'єру.

### Парний розряд
Карін Кшвендт /  Рене Сімпсон —  Лаура Голарса /  Лінда Гарві-Вілд 6–2, 0–6, 6–4
- Для Кшвендт це був єдиний титул за сезон і 6-й — за кар'єру. Для Сімпсон це був 1-й титул за рік і 2-й - за кар'єру.